# Anisophyllea quangensis
Anisophyllea quangensis là một loài thực vật có hoa trong họ Anisophylleaceae. Loài này được Engl. ex Henriq. mô tả khoa học đầu tiên năm 1901.